# Cantón los Tocayos
Cantón los Tocayos är en ort i Mexiko.   Den ligger i kommunen Villa Comaltitlán och delstaten Chiapas, i den sydöstra delen av landet, 900 km sydost om huvudstaden Mexico City. Cantón los Tocayos ligger 21 meter över havet och antalet invånare är 239.
Terrängen runt Cantón los Tocayos är platt åt sydväst, men åt nordost är den kuperad. Runt Cantón los Tocayos är det ganska tätbefolkat, med 108 invånare per kvadratkilometer. Närmaste större samhälle är Huixtla, 8,6 km öster om Cantón los Tocayos. Omgivningarna runt Cantón los Tocayos är en mosaik av jordbruksmark och naturlig växtlighet.